# Constant de Niven
En teoria dels nombres, la constant de Niven, que rep el nom del matemàtic nord-americà Ivan Niven, és la mitjana del valor del màxim exponent en la factorització dels enters de tot nombre natural n. Més precisament, si definim H(1)=1 i H(n)= el màxim exponent de l'única factorització en nombres primers de cada nombre natural n>1, llavors la constant de Niven ve donada per l'expressió:
{\displaystyle \lim _{n\to \infty }{\frac {1}{n}}\sum _{j=1}^{n}H(j)=1+\sum _{k=2}^{\infty }\left(1-{\frac {1}{\zeta (k)}}\right)=1.705211\dots \,}
on ζ(k) és el valor de la funció zeta de Riemann en el punt k, (Niven, 1969). En el mateix document, Niven també va demostrar que:
{\displaystyle \sum _{j=1}^{n}h(j)=n+c{\sqrt {n}}+o({\sqrt {n}})\,}
on h(1)=1 i h(n)= el mínim exponent de l'única factorització en primers de cada nombre natural n>1, o és la cota superior asimptòtica i c és una constant donada per:
{\displaystyle c={\frac {\zeta ({\frac {3}{2}})}{\zeta (3)}},\,}
i, en conseqüència:
{\displaystyle \lim _{n\to \infty }{\frac {1}{n}}\sum _{j=1}^{n}h(j)=1.}